# Nicolai Boilesen
Nicolai Møller Boilesen (Ballerup, 1992. február 16. –) dán válogatott labdarúgó, a København játékosa.

## Pályafutása

### Klubcsapatokban
A Lille Hema és a Skovlunde korosztályos csapatait követően 2005-ben került a Brøndby akadémiájára. Próbajátékon vett részt a Manchester United, a Fiorentina, a Chelsea és az Ajax csapatainál is. 2009-ben végül a holland klubot választotta.
2011. április 3-án mutatkozott be a felnőttek között a Heracles Almelo ellen Daley Blind cseréjeként. 2016. augusztus 25-én négy évre szóló szerződést írt alá a København csapatával. 2017. február 23-án mutatkozott be a Ludogorec Razgrad elleni Európa-liga találkozón.

### A válogatottban
A hazai rendezésű 2011-es U21-es labdarúgó-Európa-bajnokságon a csoportkör mind a három mérkőzésén pályára lépett. 2011. augusztus 10-én mutatkozott be a felnőtt válogatottban Skócia ellen. 2018 májusában a bő 35 fős keretbe nevezte Åge Hareide szövetségi kapitány, de a szűkítés során nem lett tagja a 2018-as labdarúgó-világbajnokságra utazó keretnek. Bekerült a 2020-as labdarúgó-Európa-bajnokságon résztvevő keretbe.

## Sikerei, díjai

### Klub
- Ajax
  - Eredivisie: 2010–11, 2011–12, 2012–13, 2013–14
  - Holland szuperkupa: 2013

- København
  - Dán Szuperliga: 2016–17, 2018–19, 2021–22
  - Dán kupa: 2016–17

### Egyéni
- Az év dán U21-es labdarúgója: 2011

## Külső hivatkozások
- Nicolai Boilesen adatlapja a Transfermarkt oldalon (angolul)
- Nicolai Boilesen adatlapja a Soccerway oldalon (angolul)